# Lost (сингл)
 Lost  — це другий сингл гурту «Noir Désir», з альбому Des Visages Des Figures, який вийшов у 2002 році на лейблі Barclay.
Наразі це останній сингл гурту, який вийшов на фізичному носії.

## Композиції
1. Lost (3:22)
  - Мастеринг — Greg Calbi
  - Продюсер — Noir Désir
  - Студійний технік — Cyrille Taillandier
  - Продюсування, запис, мікс — Nick Sansano
  - Автори — Bertrand Cantat , Noir Désir
2. Baiser Cannibale (3:21)
  - Мастеринг — Chab
  - Продюсер — Noir Désir
  - Запис, продюсер — Jean Lamoot
  - Автори — Noir Désir
3. Son Style 3 (3:22)
  - Мастеринг — Chab
  - Продюсер, інженер — Cyrille Taillandier
  - Продюсування, Mixed By — Nick Sansano
  - Автори — Bertrand Cantat , Noir Désir
4. Lost (відеокліп) (3:23)
  - Режисер — Henri-Jean Debon

## Виноски
1. ↑  Discographie Noir Désir (Французькою) . Архів оригіналу за 6 липня 2013. Процитовано 12 травня 2009.